# Notoxus gelidus
Notoxus gelidus là một loài bọ cánh cứng trong họ Anthicidae. Loài này được Chandler miêu tả khoa học năm 1978.